# Medea (nome)
Medea  è un nome proprio di persona italiano femminile.

## Varianti
- Maschili: Medeo[1][2], Medes[2]

### Varianti in altre lingue
- Catalano: Medea[4]
- Georgiano: მედეა (Medea)[5]
- Greco antico: Μήδεια (Mḗdeia)[1][5]
- Latino: Medea[1][5]
- Spagnolo: Medea[4]

## Origine e diffusione

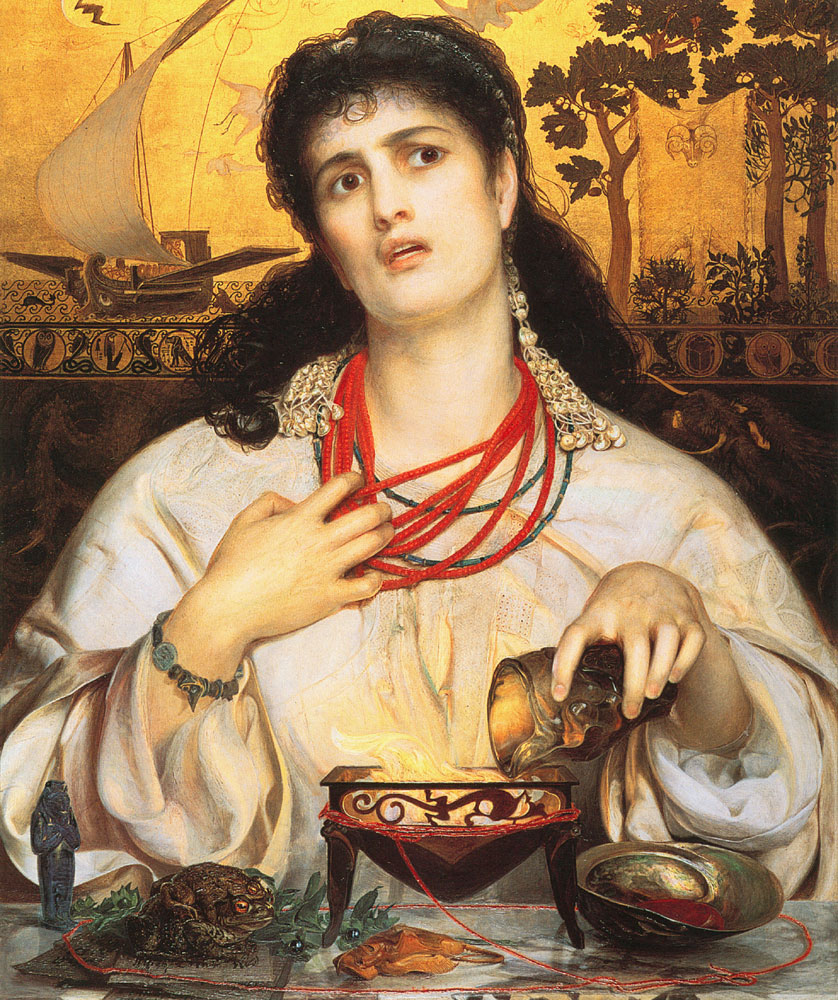
Medea, di Anthony Frederick Augustus Sandys

Deriva dall'antico nome greco Μήδεια (Mḗdeia), latinizzato in Medea, generalmente ricondotto al verbo μέδομαι (médomai, "riflettere su qualcosa", "tenere qualcosa in considerazione", o anche "essere scaltro") o al sostantivo correlato μήδεα/μῆδος (mḗdea/mêdos, "consiglio", "astuzia", "stratagemma"); il significato del nome viene quindi interpretato come "riflessiva", "astuta", "[donna] dagli astuti stratagemmi". 
Il nome è noto per essere stato portato da Medea, una celebre maga della mitologia greca che aiuto Giasone durante la spedizione degli Argonauti; sposata e poi abbandonata dall'eroe in favore di Glauce, si vendicò uccidendo non solo la nuova amante del marito, ma anche suo padre Creonte e gli stessi figli che da lui aveva avuto. La sua figura è stata resa ulteriormente celebre da numerose opere teatrali e letterarie, classiche e moderne, che hanno promosso la diffusione del nome.
Negli anni 1970, risultava accentrato in Emilia-Romagna per un terzo delle occorrenze (che erano circa settecento), e per il resto disperso nel Centro-Nord; esistono delle forme maschili del nome, che però sono relativamente inutilizzate.

## Onomastico
Il nome è adespota, non essendovi sante così chiamate; l'onomastico può essere festeggiato eventualmente il 1º novembre, giorno di Ognissanti.

## Persone
- Medea Abrahamyan, musicista armena
- Medea Amiranashvili, soprano e insegnate georgiana
- Medea Benjamin, politica statunitense
- Medea Colleoni, nobile italiana
- Medea Jugeli, ginnasta sovietica
- Medea Mei Figner, soprano e mezzosoprano italiano
- Medea Norsa, filologa italiana
- Medea Verde, pallanuotista e nuotatrice italiana

## Il nome nelle arti
- Medea Dagnini è un personaggio della miniserie televisiva Un matrimonio, diretta da Pupi Avati.